# کوسه خشن باله‌بادبانی
کوسه خشن باله‌بادبانی (نام علمی: Oxynotus paradoxus) نام یک گونه از سرده کوسه خشن است.